# Historia de los judíos en San Marino

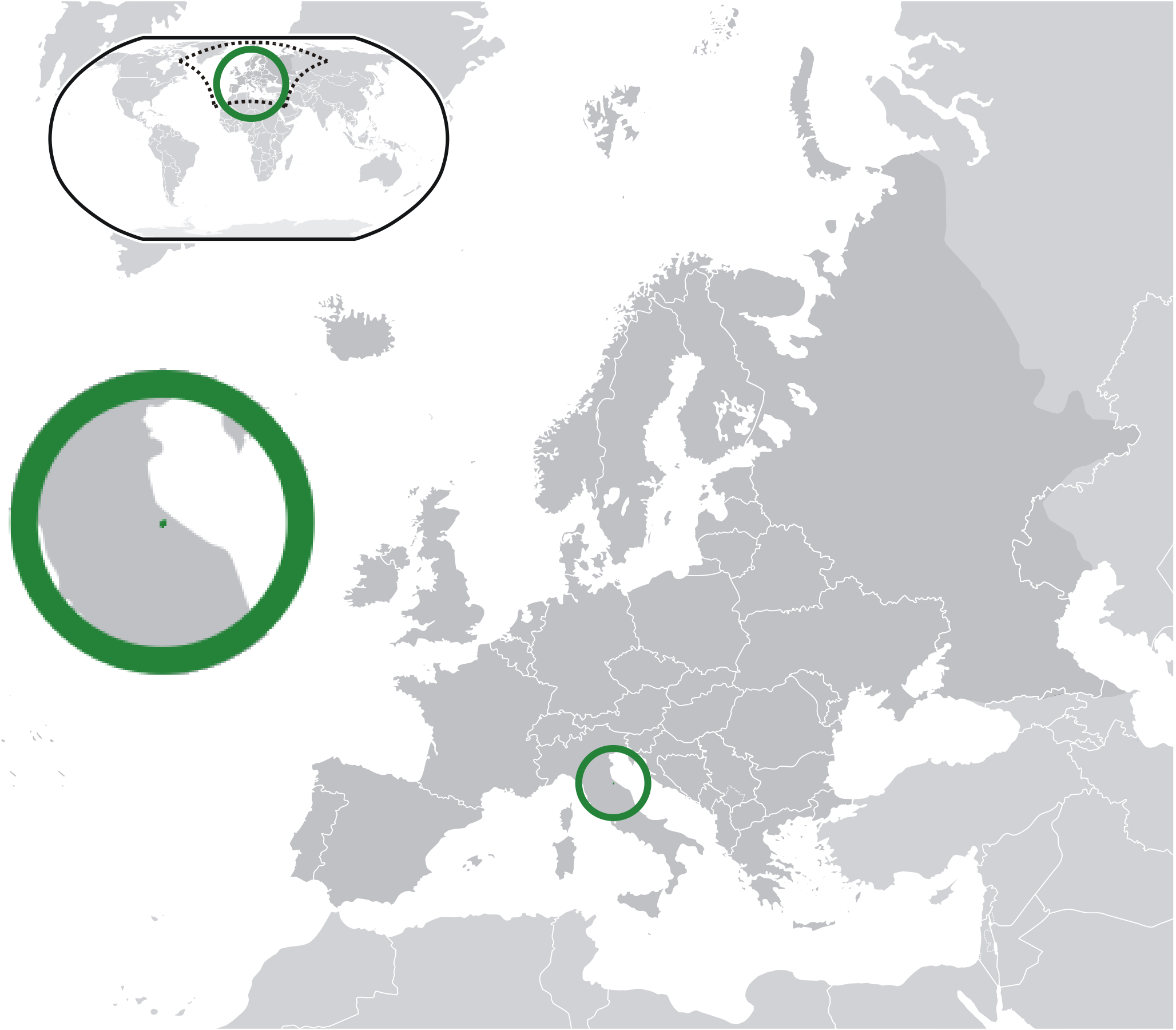
Ubicación de San Marino (verde oscuro, en un círculo) en Europa

La historia de los judíos en San Marino se remonta a la Edad Media. 
San Marino es un pequeño país sin salida al mar en el centro de la península itálica. Ha habido presencia judía en San Marino durante al menos 600 años.
La primera mención de judíos en San Marino data de finales del siglo XIV, en documentos oficiales que registran transacciones comerciales de los judíos. Durante los siglos XV y XVII, se acumularon muchos documentos que describían relaciones con judíos, lo que confirmaba la existencia de una comunidad judía en San Marino. Se requería que los judíos usaran distintivos especiales y vivieran bajo restricciones específicas, pero también se les concedió protección oficial del gobierno y nunca tuvieron que vivir en un gueto.
Durante la Segunda Guerra Mundial, San Marino proporcionó refugio para más de 100.000 italianos y judíos de la persecución nazi e italiana. Hoy en día, solo hay un pequeño número de judíos en San Marino.